# 아샬레우 타메네
아샬레우 타메네 세욤(암하라어: አስቻለው ታመነ ስዩም, 1991년 11월 22일 ~ )은 에티오피아 프리미어리그 클럽 디펜스 포스와 에티오피아 국가대표팀에서 센터백으로 활약하고 있는 에티오피아의 프로 축구 선수이다.

## 구단 경력

### 디데비트
타메네는 디데비트에서 프로 경력을 시작하여 2013-14년 시즌 에티오피아 프리미어리그에 데뷔했다. 같은 시즌, 그는 에티오피아 컵에서 우승했다.

### 세인트 조지
2015년 9월 14일, 타메네는 세인트 조지와 계약했다. 첫 시즌에는 2015-16년 에티오피아 프리미어리그와 2016년 에티오피아 컵에서 우승했다. 또한 2016-17년 에티오피아 프리미어리그에서도 우승했다.

### 파실 케네마
2021년 7월 14일, 타메네는 파실 케네마와 계약했다.

## 국가대표팀 경력
타메네는 2015년 6월 7일, 잠비아와의 친선 경기에서 에티오피아 국가대표팀에 데뷔하여 1-0으로 패한 경기를 치렀다.
그 후 그는 고국에서 열린 2015년 CECAFA컵에 참가했다. 이 대회에서 그는 6경기에 출전했다. 에티오피아는 "작은 결승전"에서 수단을 꺾고 대회 3위를 차지했다.
그 후 그는 2016년 아프리카 네이션스 챔피언십에 참가했다. 르완다에서 열린 이번 대회에서 에티오피아는 1라운드를 넘지 못했다.
타메네는 2019년 7월 26일, 지부티와의 경기에서 첫 국가대표팀 골을 넣었다. 0-1로 승리한 이 경기는 2020년 아프리카 네이션스 챔피언십 예선 전의 일부이다. 2020년 10월 22일, 잠비아와의 경기에서 골을 넣었지만 FIFA는 이 경기를 인정하지 않았다. 그의 두 번째 공식 골은 2021년 9월 7일, 짐바브웨와의 2022년 FIFA 월드컵 예선 전에서 기록되었다.
그 후 2022년 초 카메룬에서 열린 2021년 아프리카 네이션스컵에 출전했다.